# Lyonia
Lyonia es un pequeño género  de plantas fanerógamas pertenecientes a la familia Ericaceae. Comprende 104 especies descritas y de estas, solo 30 aceptadas.

## Descripción
Es un arbusto o pequeño árbol que alcanza 3-6 metros de altura. Corteza estriada longitudinalmente, ramas ascendentes. Las hojas son estrechas, aovadas o elípticas, coriáceas. Las inflorescencias son 1-10 flores con pedúnculos delgados. El fruto es una cápsula.

## Taxonomía
El género  fue descrito por Thomas Nuttall y publicado en The Genera of North American Plants 1: 266–267. 1818. La especie tipo es: Lyonia ferruginea (Walter) Nutt.

## Especies
- Lyonia acuminata
- Lyonia acutata
- Lyonia acutifolia
- Lyonia affinis
- Lyonia alanii